# Трофимовская (Коми)
Трофимовская — деревня в Корткеросском районе республики Коми в составе сельского поселения Нёбдино.

## География
Расположена на правом берегу Вычегды примерно в 29 км по прямой на восток-северо-восток от районного центра села Корткерос.

## История
Известна с 1914 года как деревня с 57 дворами, в 1925 64 двора и 322 жителя, в 1939 — 186 жителей, в 1959 — 87, в 1970 — 107, в 1989 — 70, в 1995 — 72.

## Население
Постоянное население составляло 79 человек (коми 95 %) в 2002 году, 67 — в 2010.